# Wandonne
Wandonne is een dorp in de Franse gemeente Audincthun in het departement Pas-de-Calais. Wandonne ligt in het zuiden van de gemeente, meer dan 2,5 km ten zuiden van het dorpscentrum van Audincthun.

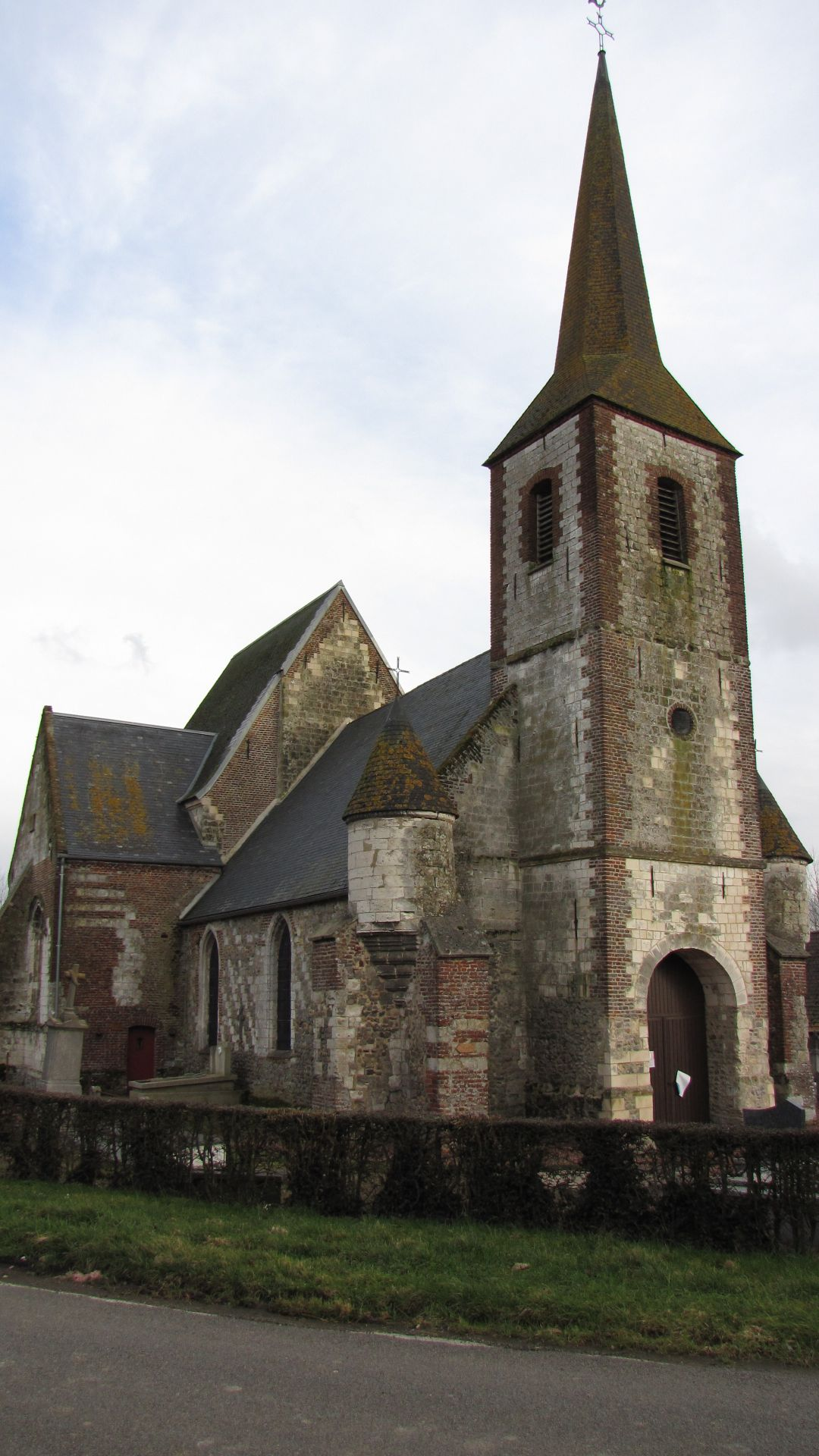
Église Saint-Pierre

## Geschiedenis
Een oude vermelding van de plaats dateert uit de 12de eeuw als Wandone. De kerk van Audincthun was een hulpkerk van die van Wandonne. In 1761 werd Wandonne tot een baronie verheven.
Op het eind van het ancien régime werd Wandonne een gemeente. In 1822 werd de gemeente (287 inwoners in 1821) al opgeheven en aangehecht bij de gemeente Audincthun.

## Bezienswaardigheden
- De Église Saint-Pierre. Een 15de-eeuws standbeeld van Sint-Pieter werd in 1911 geklasseerd als monument historique. De kerkklok uit 1784 werd in 1944 geklasseerd.